# 小行星25593
小行星25593（25593 Camillejordan）是一颗绕太阳运转的小行星，为主小行星带小行星。该小行星于1999年12月28日发现。

## 轨道参数
小行星25593的轨道半长轴为2.3563340 UA，离心率为0.226。